# Alaca Höyük
Alaca Höyük (törökül „Aladzsa-halom”; másképp: Alacahöyük) egy híres régészeti lelőhely Törökország középső vidékén, alig 34 kilométerre északkeletre a Hattuszasz romjairól nevezetes Bogazköytől. Az i. e. 4. évezred elejétől kezdve egészen az i. e. 7. század elejéig lakott település volt, a régészek eddig 15 réteget tudtak megkülönböztetni a feltárások során.

## Története

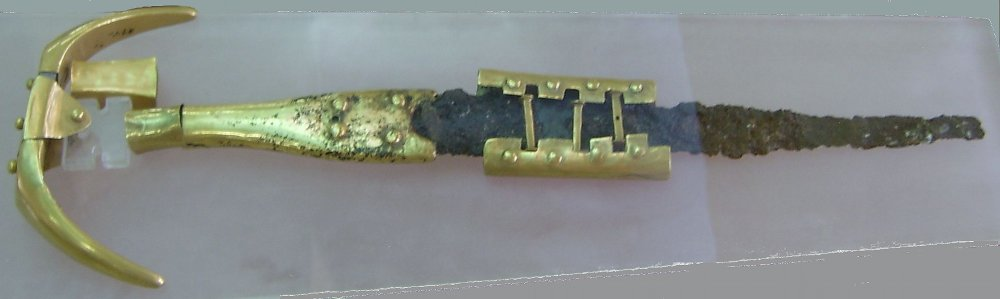
Bronzkori vastőr aranymarkolattal

A leletek tanúsága szerint négy fő régészeti kultúra élt ezen a mára tumulusz formájában fennmaradt településen, sorrendben egy kő-rézkori (i. e. 4000–3000; 15–9. rétegek), egy kora bronzkori (i. e. 3000–2000; 8–5. rétegek), egy hettita kori (i. e. 1800–1200; 4–2. rétegek) és egy phrüg (i. e. 750-től a pusztulásig; 1. réteg).
A kőrézkori Alacahöyük még csak egyszerű, kőalapon égetett agyagtéglákból épült házak együttese volt az északi dombok védelme alatt. A tumulusz legérdekesebb rétegei a bronzkoriak, mivel 13, az Anatóliában ekkor általánostól eltérően elrendezett, gazdag halotti ajándékokkal teli ún. királyi sírt találtak az 5. és 7. számú rétegekben. A sírmellékletek a korszakból származó legváltozatosabb és leggazdagabb kincsleletet képezik. A tárgyak aranyból, ezüstből, bronzból, agyagból, rézből vagy kőből készültek, és vannak köztük különféle edények, fegyverek (tőrök, kardok, bárdok) illetve állatokat (szarvast, bikát) és más témákat ábrázoló szobrocskák. Megtalálásuk nagy szenzáció volt, főleg abban a tekintetben, hogy más korabeli lelőhelyek (például Alisar Hüyük) feltárásának eredményei arra utaltak, hogy ebben a korban fejletlen mezőgazdász népesség élt Anatóliában.
Alacahöyük metallurgiai előrehaladottságával szemben érdekes módon meglehetősen alacsony szinten állt kerámia tekintetében. Ebben a korban az építkezés jellegzetes anatóliai módszerrel folyt: kő alapra napon szárított téglákat raktak, a lapos tetőt földdel szórták be, a padlót pedig gipszréteg borította.

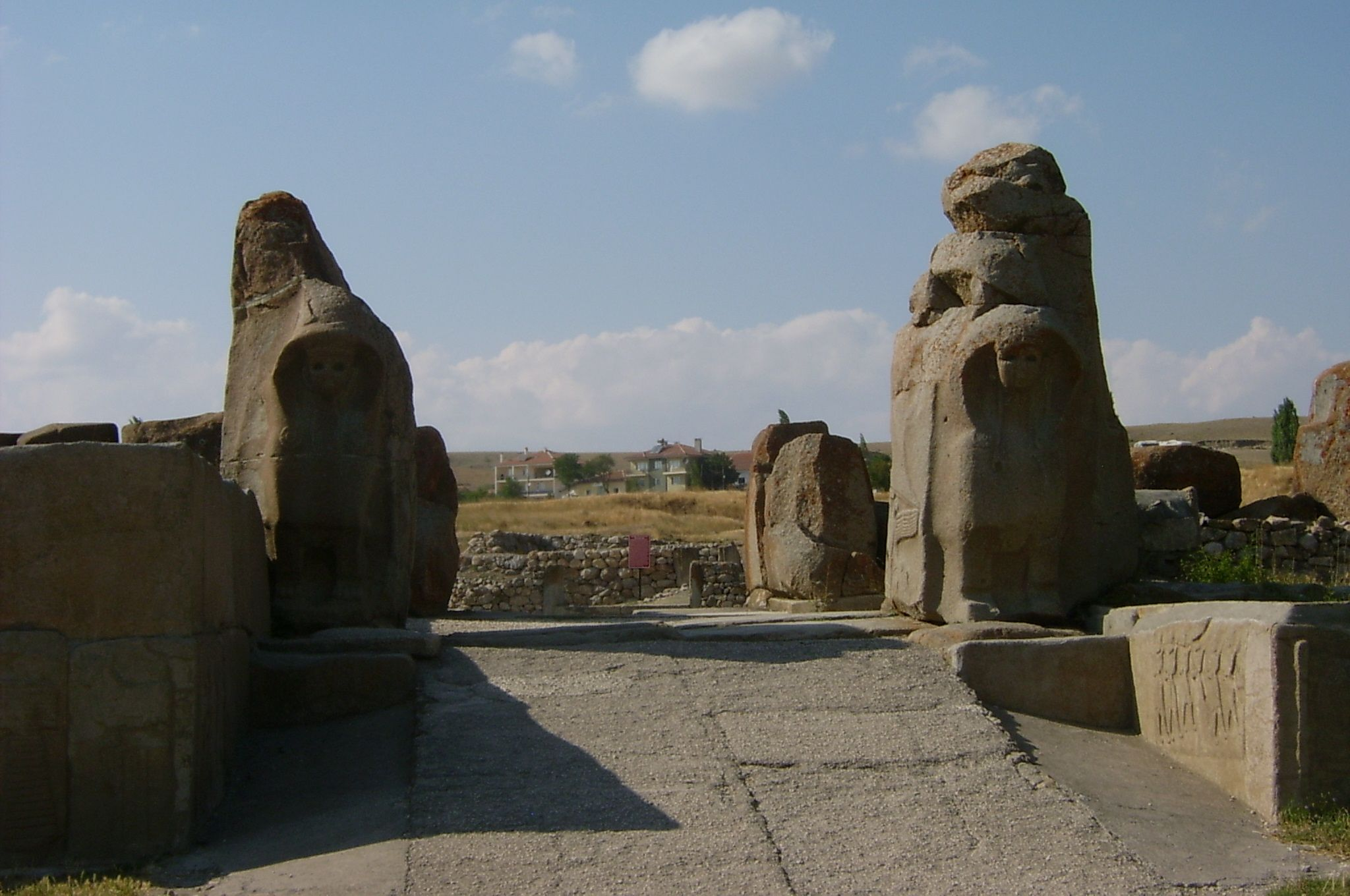
A hettita kori szfinxes kapu. Előtte a kaputorony reliefekkel díszített alapjai láthatóak

A hettita kori rétegek láthatóak ma az ásatások felszínén. Ebben az időszakban a települést, melynek neve sajnálatosan nem maradt fenn, kb. 250 méteres sugarú körben fallal vették körül, és két kapuerődöt építettek hozzá a keleti és nyugati oldalán a városnak. Keleti kapujának oszlopai, melyeket szfinxek védenek, még ma is állnak. A kaputornyokat reliefek díszítik, amelyeken a hettita király és királyné áldozatbemutatása látható egy bika előtt a viharisten tiszteletére. Az ún. Mabet-Saray (Templom-Palota) alapjai a szfinxes kapun át a városba lépve jobb kéz felé láthatóak. III. (IV.) Tudhalijasz király korában a településtől 2,5 kilométerre 50 méter magas gát, valamint ehhez csatlakozó csatornarendszer épült agyagból és kőből, amely a hettita uralkodó gátépítéseinek egyetlen megmaradt bizonyítéka. A rekonstruált víztározó 25-30 000 m³ vizet képes befogadni.
1200 körül a muskik (phrügök) vándorlása következtében Alaca Hüyük elnéptelenedett, és csak a kései phrüg időkben lakták be újra. Ez a megtelepedés azonban nem volt tartós, köszönhetően a kimmerek dúlásának a Kr. e. 7. század elején.

## Feltárása

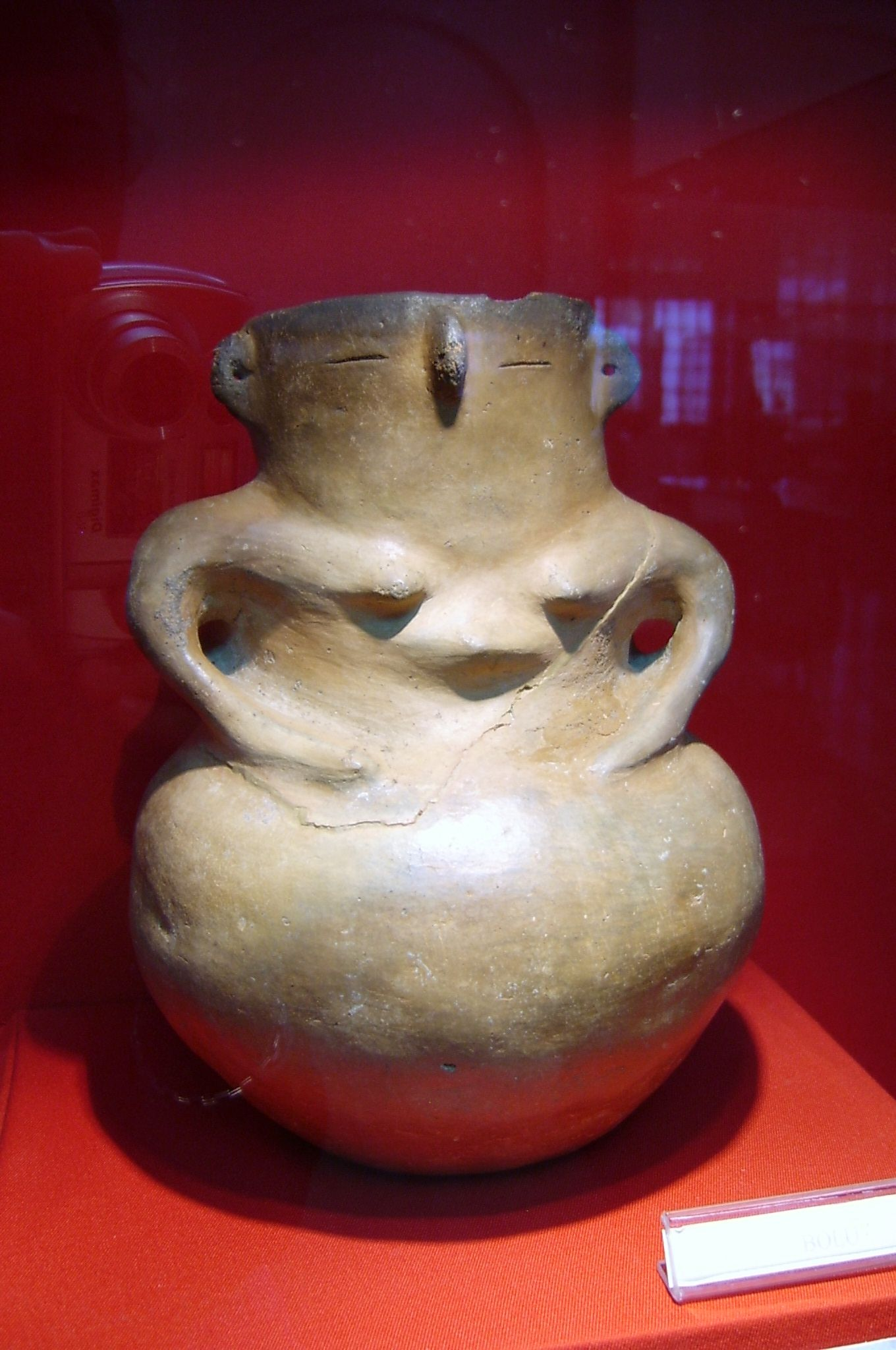
Nőalakot mintázó edény Alaca Hüyükből

Alacahöyük a 19. század óta ismert lelőhely. 1835-ben W. C. Hamilton ismertette meg a nagyközönséggel. 1861-ben G. Perrot fedezte fel a négyzet alakú tornyok alapjait a kapu két oldalán, és ő volt az első, aki vitatta, hogy a reliefek hettita koriak lennének. 1881-ben a híres Anatólia-kutató, W. Ramsey kutatott itt, és újabb domborműveket talált. 1893-ban E. Chantre egy újabb bejárat felfedezését követően és a reliefek tematikájának gondos elemzése után arra jutott, hogy a nagy épület inkább templom volt, mint palota – sőt, ő vélte felfedezni az első phrüg feliratokat. Később a Bogazköy feltárásán dolgozó H. Winckler is kutatott 1907-ben, karöltve az isztambuli régészeti intézettel és Makridi Bejjel.
Szisztematikus feltárás csak Atatürk idején, 1935-ben kezdődött Hamit Zübeyr Koşay, Remzi Oğuz Arik és Mahmut Akok vezetésével, majd az 1983–1997 közötti ideiglenes leállást követően Aykut Çınaroğlu felügyeletével indultak újra az ásatások. 2002-től kezdődött meg a gát, a csatornák és az ülepítőmedencék feltárása és rekonstrukciója, amely 2006-ban fejeződött be – azóta ugyanúgy működik, mint az ókorban.
A leletek többsége ma az Alaca Hüyük-i múzeumban látható, de a kiemelkedő jelentőségű darabjai az ankarai Anatóliai Civilizációk Múzeuma tárlóiban találhatók.